# Synagoge (Sausenheim)
Die Synagoge in Sausenheim wurde 1819 im damaligen Eckelgässchen errichtet. Bei einem Brand im November 1833 wurde sie zerstört und neu aufgebaut. Nachdem die jüdische Gemeinde im Jahr 1877 aufgelöst worden war, wurde das Gebäude verkauft.

## Geschichte
Bereits vor 1819 dürfte ein Betraum in einem Wohnhaus vorhanden gewesen sein. Im Jahr 1819 wurde eine Synagoge im damaligen Eckelgässchen errichtet. Bei einem Brand am 17. November 1833 wurde die Synagoge zerstört. Ein Zeitungsbericht in der Karlsruher Zeitung vom 12. Dezember 1833 legt nahe, dass die Synagoge nicht vollständig niederbrannte, sondern eingerissen wurde. Nach der Auflösung der Kultusgemeinde im Jahr 1877 wurde die Synagoge noch im gleichen Jahr veräußert. Weitere Informationen zur Geschichte der Synagoge liegen nicht vor. Unklar ist, ob es sich bei der Synagoge eventuell um ein noch heute vorhandenes Wohnhaus in der Silcherstraße, das auch als ehemalige jüdische Schule angenommen wird, handelt.

## Gebäude
Es liegen weder Pläne noch Beschreibungen vor, die Rückschlüsse auf den Baustil oder die Innenarchitektur der Synagoge zulassen würden. Den vorhandenen Quellen ist nur zu entnehmen, dass die Synagoge beim Wiederaufbau nach dem Brand von 1833 erweitert wurde.

## Jüdische Gemeinde Sausenheim
Die jüdische Gemeinde Sausenheim bestand vom 18. Jahrhundert bis 1877.